# Josefine Mutzenbacher
Josefine Mutzenbacher ovvero La storia di una prostituta viennese da lei stessa narrata (in tedesco: Josefine Mutzenbacher oder Die Geschichte einer Wienerischen Dirne von ihr selbst erzählt) è un romanzo erotico pubblicato anonimamente a Vienna nel 1906. Benché nessun autore abbia mai rivendicato la paternità dell'opera, già all'epoca essa fu attribuita a Felix Salten o a Arthur Schnitzler dai bibliotecari dell'Università di Vienna.
L'edizione italiana della casa editrice Es lo attribuisce a Salten.

## Trama
La trama del romanzo Josefine Mutzenbacher è strutturata nel formato delle memorie, narrate in prima persona. La storia è mostrata dal punto di vista della prostituta viennese ormai cinquantenne, che ricorda i suoi lunghi trascorsi sessuali mentre si trovava a Vienna. Contrariamente a quel che ci si aspetterebbe dal titolo, l'intera vicenda narrata nel libro si svolge quando Josefine ha tra i 5 e i 12 anni, prima che diventi una prostituta con licenza nei bordelli di Vienna. La conclusione avviene proprio quando Josefine, dodicenne, è abbastanza grande per iniziare il servizio professionale.
Benché il libro usi parecchi eufemismi per descrivere le parti anatomiche, è interamente pornografico, ed elenca tutti i possibili tabù sessuali, dalla prostituzione infantile all'incesto, al sesso di gruppo, alla fellatio.

## La Decisione Mutzenbacher
La Decisione Mutzenbacher (Case #BVerfGE 83,130) fu una presa di posizione della Corte Federale della Germania del 27 novembre 1990 concernente l'inclusione di Josefine Mutzenbacher in una lista di opere vietate ai minori, stilata dal "Bundesprüfstelle für jugendgefährdende Medien" (BPjM) ("Dipartimento che testa le opere pericolose per la gioventù"). La conclusione fu che "la Pornografia e l'Arte non sono mutuamente esclusive" e che quindi il libro non doveva essere vietato.
Tuttavia, nel 1992, il BPjM emise una nuova decisione e reintrodusse il libro nella Lista di quelli dannosi per i giovani (Liste der jugendgefährdenden Schriften) ritenendo prioritaria la protezione dei bambini rispetto alla libertà artistica.

## Sequel
Dopo Die Geschichte einer Wienerischen Dirne. Von ihr selbst erzählt apparvero ancora più tardi i due sequel:
- Meine 365 Liebhaber e
- Peperl Mutzenbacher – Tochter der Josefine Mutzenbacher.

Gli autori sono anonimi; ma non ci sono prove che i due seguiti siano dello stesso autore, quindi di Felix Salten, se è lui l'autore originale.

## Filmografia

### Cinema
- La contessa... e i suoi amanti (Josefine Mutzenbacher), regia di Kurt Nachmann (1970)
- Josefine Mutzenbacher II - Meine 365 Liebhaber, regia di Kurt Nachmann (1971)
- 7 Desideri di una vergine (Auch Fummeln will gelernt sein), regia di Kurt Nachmann (1972)
- Sensational Janine (Josefine Mutzenbacher... wie sie wirklich war - 1. Teil), regia di Hans Billian (1976)
- Josephine la viziosa (Josefine Mutzenbacher - Wie sie wirklich war: 2. Teil), regia di Gunter Otto (1976)
- Die Beichte der Josefine Mutzenbacher, regia di Hans Billian (1978)
- Josephine - Paradiso erotico (Aus dem Tagebuch der Josefine Mutzenbacher), regia di Hans Billian (1981)
- Josefine Mutzenbacher - Wie sie wirklich war: 4. Teil, regia di Gunter Otto (1982)
- La parte più appetitosa... della femmina (Die Liebesschule der Josefine Mutzenbacher), regia di Hans Billian (1987)
- Josefine Mutzenbacher, regia di Jürgen Enz (1990)
- Heidi, Heida 1, regia di Jürgen Baumann e Gunter Otto (1991)
- Heidi, Heida 2, regia di Gunter Otto (1996)

### Televisione
- Josefine Mutzenbacher - Wie sie wirklich war: 5. Teil, regia di Gunter Otto - film TV (1983)
- Josefine Mutzenbacher - Wie sie wirklich war: 3. Teil, regia di Gunter Otto - film TV (1984)
- Josefine Mutzenbacher - Wie sie wirklich war: 6. Teil, regia di Gunter Otto - film TV (1984)
- Josefine Mutzenbacher - Manche mögen's heiß, regia di Hans Billian - film TV (1992)